# John FitzGibbon, 2.º Conde de Clare
John FitzGibbon, 2.º Conde de Clare KP GCH PC (10 de junho de 1792 – 28 de agosto de 1851) foi um aristocrata e político anglo-irlandês.

## Vida
FitzGibbon nasceu em 10 de junho de 1792. Ele era o filho mais velho de John FitzGibbon, 1º Conde de Clare e sua mulher, Anne Whaley. Ele tinha dois irmãos, o Exmo. Richard Hobart FitzGibbon (que mais tarde se tornou o 3º Conde de Clare) e Lady Isabella Mary Anne FitzGibbon.
Seus avós maternos foram Richard Chapel Whaley, da Abadia de Whaley no condado de Wicklow, e Anne Ward (filha do Rev. Bernard Ward). Seu tio foi Thomas Whaley, membro do Parlamento por Newcastle. Seu pai foi segundo, mas o primeiro filho sobrevivente e herdeiro de John FitzGibbon, de Mount Shannon no condado de Limerick e Eleanor (nascida Grove) FitzGibbon (filha de John Grove, de Ballyhimmock, no Condado de Cork).